# Gjøvik
Gjøvik è un comune e una città della contea di Innlandet in Norvegia, il territorio comunale si estende sulle rive occidentali del lago Mjøsa.
Il comune è stato costituito nel 1861 tramite separazione dal comune di Vardal, i confini comunali attuali risalgono al 1964 quando venne unito ai comuni di Vardal, Biri e Snertingdal..

## Geografia fisica
Gjøvik si trova nella parte centrale della Norvegia, sulle rive del lago Mjøsa. Diverse valli caratterizzate da insediamenti sulla costa settentrionale si estendono verso oriente fino alle rive del lago, il panorama è dominato da foreste intervallate da aree agricole. La massima elevazione è nella parte nordoccidentale con il Ringsrudåsen (842 m s.l.m.).
Il principale centro abitato è la cittadina di Gjøvik con 20 474 abitanti, l'area urbana si sviluppa lungo il tortuoso tratto finale del fiume Hunnselva, le numerose cascata hanno fornito in passato energia per diverse attività protoindustriali tra cui segherie, mulini e concerie a cui è seguito lo sviluppo di attività industriali tra le quali un'importante vetreria e la O. Mustad & Søn, principale produttore di ami da pesca del mondo. La linea ferroviaria di collegamento con Oslo risale al 1902. Altri centri abitati del comune sono Bybrua (1 060 abitanti), Biri (1 528 abitanti) e Monssveen (357 abitanti).

## Storia
La prima citazione di una fattoria chiamata Djupvik risale al 1432, la fondazione della vetreria è 1804 e nel 1861 ottenne lo status di città.

## Monumenti ed attrazioni
Un edificio nel centro della città risalente al 1805, in precedenza residenza del politico e militare locale Alf Mjøen, ospita il centro culturale cittadino.
La chiesa di legno di Gjøvik risale al 1882, fu progettata da Jacob Wilhelm Nordan, all'interno una pala d'altare di Asta Nørregaard.
A Gjøvik si trova la Gjøvik Olympic Mountain Hall, la più grande arena sportiva scavata nella roccia del mondo. Fu costruita nel 1994 per ospitare le gare di hockey su ghiaccio dei XVII Giochi olimpici invernali.